# NGC 7029
NGC 7029 é uma galáxia elíptica (E6) localizada na direcção da constelação de Indus. Possui uma declinação de -49° 17' 01" e uma ascensão recta de 21 horas, 11 minutos e 51,7 segundos.
A galáxia NGC 7029 foi descoberta em 2 de Outubro de 1834 por John Herschel.